# Font de Sant Antoni (Valls)
La Font de Sant Antoni és una font del municipi de Valls (Alt Camp) inclosa en l'Inventari del Patrimoni Arquitectònic de Catalunya.

## Descripció
La font està ubicada en un nínxol practicat a la paret lateral dreta de l'església de Sant Antoni. L'estructura del nínxol defineix un arc de mig punt format per 20 dovelles de pedra regulars i clau central en forma de tascó, on figura l'escut de Valls. Té dos cossos diferenciats: la part inferior està formada per la pica i la peanya, de pedra, amb el terra i les parets enrajolats. La part superior té el brollador al centre d'un plafó de pedra esglaonat i amb motllures el qual hi figura la data del 1917. La resta de paret del nínxol està enguixada i decorada amb esgrafiats de temes florals policroms i una orla amb escuts.

## Història
La realització de la font va portar-se a terme amb posterioritat a la construcció de l'església de Sant Antoni, a la paret de la qual es troba incorporada. Va ser feta l'any 1917, moment de superposició d'un darrer modernisme i un noucentisme ple. La font respon morfològicament a les característiques del segon d'aquests corrents artístics.